# Chuyến bay 351 của Japan Air Lines
Chuyến bay 351 Japan Airlines đã bị không tặc bởi chín thành viên của Liên minh Hồng quân Cộng sản (một tổ chức tiền nhiệm của Hồng quân Nhật) vào ngày 31 tháng 3 năm 1970, khi bay từ Tokyo đến Fukuoka, trong một sự kiện thường được gọi bằng tiếng Nhật là Sự kiện không tặc Yodogo (よど号ハイジャック事件 Yodogō Haijakku Jiken). Được trang bị các thanh kiếm samurai và bom ống, những tên không tặc đã bắt 129 con tin (122 hành khách và bảy phi hành đoàn), sau đó thả họ ra tại sân bay Fukuoka và sân bay Kimpo của Seoul. Sau đó, họ tiến tới sân bay Mirim của Bình Nhưỡng, nơi họ đầu hàng cho các nhà chức trách Bắc Triều Tiên, nước đã cung cấp cả tị nạn cho cả nhóm.
Năm 1985 Yasuhiro Shibata quay trở lại Nhật Bản bí mật để quyên tiền cho nhóm, đã bị bắt và bị kết án 5 năm tù giam. Yoshimi Tanaka đã bị bắt ở Thái Lan với một khoản tiền giả mạo và đã hồi hương vào Nhật Bản vào tháng 3 năm 2000, nơi ông bị kết án; Ông đã chết trước khi hoàn thành bản án. Theo tin từ Cơ quan Cảnh sát Quốc gia Nhật Bản, những kẻ không tặc khác vẫn còn rất nhiều. Người đứng đầu nhóm, Takamaro Tamiya qua đời vào năm 1995 và Yoshida Kintaro trước năm 1985. Takeshi Okamoto và vợ ông, Kimiko Fukudome, có lẽ đã chết vì cố trốn khỏi Triều Tiên. Takahiro Konishi, Shiro Akagi, Kimihuro Uomoto, Moriaki Wakabayashi vẫn cư trú tại Triều Tiên; Tất cả ngoại trừ Takeshi Okamoto đã được xác nhận là đã sống vào năm 2004 khi họ được phỏng vấn bởi Kyodo News. Vào tháng 6/2004, những tên không tặc vẫn đang yêu cầu chính quyền Triều Tiên cho phép họ được phép trở về Nhật Bản, ngay cả khi họ bị trừng phạt vì vụ không tặc.

## Động cơ
Động lực của người không tặc là tìm tự do ở Bắc Triều Tiên. Sử dụng Triều Tiên như là một cơ sở hoạt động, họ có thể giải phóng Hàn Quốc khỏi sự đàn áp của nó, sau đó bắt đầu cuộc nổi dậy của công nhân trên khắp Đông Á.

## Những người đáng chú ý
Moriaki Wakabayashi là một thành viên ban đầu (người chơi bass) trong ban nhạc rock avant garde lâu đời Les Rallizes Dénudés. Vị Hồng y - Tổng giám mục Giáo hội Công giáo Rôma Stephen Fumio Hamao là một trong những hành khách trên chuyến bay này. Ca sĩ nhạc pop Nhật Mita Akira cũng trên chuyến bay này, cũng như Shigeaki Hinohara. Tiến sĩ Hinohara, ở tuổi 102, là một trong những bác sĩ và nhà giáo dục lâu nhất trên thế giới.
Trong một cuộc phỏng vấn vào tháng 3 năm 2010 với Kyodo News, Moriaki Wakabayashi nói rằng vụ cướp là một hành động "ích kỷ và kiêu ngạo". Ông Wakabayashi nói thêm rằng ông muốn trở lại Nhật Bản và sẵn sàng đối mặt với vụ bắt giữ và xét xử vai trò của ông trong vụ không tặc.
Người được cho là chủ mưu vụ không tặc, không tham gia vào hoạt động thực tế, là Takaya Shiomi. Shiomi đã bị bắt, bị kết án, và bị giam 20 năm tù ở Nhật Bản. Sau khi được thả ra, do sức khoẻ kém, Shiomi đã kiếm được công việc làm người chăm sóc tại một bãi đỗ xe đa cấp ở Kiyose, Tokyo, nơi anh làm việc vào cuối năm 2008. Ông nói rằng họ đáng ra nên đến Cuba ở nơi đầu tiên.